# 20 Jazz Funk Greats
20 Jazz Funk Greats è il terzo album in studio del gruppo industrial britannico Throbbing Gristle, pubblicato nel 1979.

## Tracce
- Side A

1. 20 Jazz Funk Greats – 2:51
2. Beachy Head – 3:42
3. Still Walking – 4:56
4. Tanith – 2:20
5. Convincing People – 4:54
6. Exotica – 2:53

- Side B

1. Hot on the Heels of Love – 4:24
2. Persuasion – 6:36
3. Walkabout – 3:04
4. What a Day – 4:38
5. Six Six Sixties – 2:07

## Formazione
- Genesis P-Orridge – voce, basso, violino, vibrafono, sintetizzatore
- Chris Carter – sintetizzatore, programmazioni, voce
- Cosey Fanni Tutti – chitarra, sintetizzatore, cornetta, voce
- Peter Christopherson – effetti, vibrafono, cornetta, voce